# Apple Lossless

Apple Lossless Audio Codec (abrégé ALAC, en français : Codec audio sans perte Apple), aussi connu sous le nom Apple Lossless, est un format de compression sans perte (lossless) créé en 2004.
Le format a été développé par Apple pour combler une lacune de la norme MPEG-4, dont la partie consacrée à la compression sans perte tarde encore à être finalisée. ALAC, qui s'adressait majoritairement aux utilisateurs d'iTunes et de l'iPod, a été un format propriétaire jusqu’à la fin octobre 2011, date à laquelle les sources du codec ont été rendues disponibles sous une licence Apache.
Depuis juin 2021, le format est utilisé sur la plateforme de musique à la demande Apple Music,.

## Performances
Comme tous les formats sans perte, ALAC permet de compresser sans aucune forme de dégradation des fichiers musicaux au format PCM à un taux de compression voisin de 40 à 50 % (les ratios mesurés peuvent cependant grandement varier en fonction principalement du volume (en décibels) de la piste, plus le volume est fort, comme pour la pop par exemple, plus le ratio est mauvais, à l'inverse du classique). Le format a été essentiellement développé en vue d'être décodé par des appareils bien moins puissants et autonomes que les ordinateurs de bureau (comprendre des baladeurs et l'iPod en particulier).

## Comparatifs

### comparaison textuelle
- Wiki d'hydrogenaudio.org

## Caractéristiques principales
- faible complexité, et donc décodage rapide
- support matériel (iPod, AirPort Express)
- gestion du streaming
- gestion des tags (MP4)
- gestion du multicanal et de la haute définition